# Бубрежно телашце
Бубрежно телашце или Малфигијево телашце  део је  бубрежног нефрона намењен за  филтрирања крви. Састоји се од гломерула – клупка капилара гражених од ендотелних ћелија и гломеруларне капсуле или Бауманове капсуле.

## Етимологија
Бубрежно телашће познато је и као Малфигијево телашће, названо по Мрчелу Малфигију (1628–1694), италијанском лекару и биологу. Овај епоним се име више не користи широко у пракси, вероватно да би се избегла забуна са Малигијевим телом у слезини.

## Грађа
Бубрежно телашце се састоји се од две структуре, гломерула и Бауманове капсуле. 

### Гломерул
Гломерул је мало клупко капилара које садржи два типа ћелија:
- Ендотелне ћелије имају велике фенестре и нису прекривене дијафрагмом.

- Светлосни микроскопски приказ дела кортекса бубрега, на коме се уочава уринарни пол бубрежног телашца.Мезангијске ћелије које су модификоване ћелије глатких мишића, смештене између капилара. Својом контрактилном активношћу, регулишу проток крви и луче ванћелијски матрикс, простагландине и цитокине. Мезангијске ћелије такође имају фагоцитну активност, уклањају протеине и друге молекуле заробљене у гломерулској базној мембрани или филтрацијској баријери.

### Бауманова капсула
Бауманова капсула има спољашњи паријетални слој састављен од једноставног сквамозног епитела. Висцерални слој, састављен је од модификованог једноставног сквамозног епитела, обложен је подоцитима. Подоцити имају огранке стопала, педицеле, који се обавијају око гломерулских капилара. Ови педицели се међусобно додирују с педицелима суседних подоцита, са којима чине филтрацијске отворе. У бубрежном телу постоје два пола, васкуларни и цевасти пол. Васкуларни пол је место гломерула. На васкуларном полу аферентне и еферентне артериоле улазе и излазе из гломеруле у Баумановој капсули. Цевасти пол налази се на другом крају, насупрот васкуларном. На цевастом полу настаје проксимална изувијани тубул.

## Функција
Бубрежно телашце има улогу у филтрирању крви. Течност из крви у гломерулу сакупља се у Баумановој капсули како би се формирао "гломеруларни филтрат", који се затим даље обрађује дуж нефрона да би се коначно формирао урин. То чини преко филтрацијске баријере. Филтрирајућу баријеру бубрежног телашчета чине: фенестрирани ендотел гломеруларних капилара, срасла базна ламина ендотелних ћелија и подоцита и филтрацијски отвори/прорези подоцита. Ова баријера омогућава пролазак воде, јона и малих молекула из крвотока у Бауманов простор (простор између висцералног и паријеталног слоја). У Баумановом простору спречен је пролазак великих и/или негативно набијених протеина, и тиме се ови протеини задржавају у циркулацији.
Базна ламина се састоји од три слоја: ламина рара екстерна, ламина денса и ламина рара интерна (лат. lamina rara externa, lamina densa, lamina rara interna):
- Ламина рара екстерна је слој базне ламине уз побочне огранке.

- Ламина денса је средишњи слој базне ламине  који се састоји од колагена типа 4 и ламинина. Овај слој делује као селективни макромолекулски филтер, спречавајући пролазак великих молекула протеина у Бауманов простор.

- Ламина рара интерна је сличан ендотелним ћелијама. Овај слој садржи хепаран-сулфат, негативно набијени гликозаминогликан, који доприноси електростатској баријери гломерулског филтра.

## Галерија
- Гглавне компоненте бубрежног телашца. Гломерул је црвен; Бауманова капсула је ружичаста.
- Приказ функције бубрежног телашца.